# Johan Helo
Johan Helo (né Helenius le 22 août 1889 à Helsinki et mort le 25 octobre 1966 à Helsinki) est un homme politique finlandais,,. 

## Biographie
Johan Helo devient étudiant en 1908 et soutient sa thèse de doctorat en 1914.
Il obtient aussi un diplôme en sciences de l'éducation en 1913, une maîtrise en droit et une licence en droit en 1928 et reçoit le grade de juge suppléant en 1934.
Johan Helo est professeur de mathématiques, de physique et de comptabilité dans plusieurs lycées de 1911 à 1922 et de 1925 à 1928.
Johan Helo est député  de la circonscription du Nord de Turku du 1er avril 1919 au 4 septembre 1922 et de 1er mai 1924 au 10 septembre 1935.
Il est aussi député  de la  Circonscription de Viipuri du 6 avril 1945 au 8 janvier 1946.
Johan Helo est ministre des Affaires sociales du gouvernement Tanner (13.12.1926–15.11.1927), ministre des Transports du  gouvernement Tanner (15.11.1927–17.12.1927), ministre des Finances du  gouvernement Paasikivi II (17.11.1944–17.04.1945 et ministre de l'Éducation du  gouvernement Paasikivi III (17.04.1945–28.12.1945),.
Il est envoyés extraordinaire et ministre plénipotentiaire à Paris en 1945.

## Décoration
- Médaille d'honneur de l'éducation physique et des sports, échelon or (1953)[4]